# ويليام ألين وودز
ويليام ألين وودز (بالإنجليزية: William Allen Woods)‏ هو محامي وقاضي وسياسي أمريكي، ولد في 16 مايو 1837، وتوفي في 29 يونيو 1901. انتخب قاضي محكمة الاستئناف الأمريكية للدائرة الاتحادية وانتخب عضو مجلس نواب إنديانا.